# Ваља Верзеј (Бузау)
Ваља Верзеј (рум. Valea Verzei) насеље је у Румунији у округу Бузау у општини Канешти. Oпштина се налази на надморској висини од 282 m.

## Становништво
Према подацима из 2002. године у насељу је живело 182 становника, од којих су сви румунске националности.